# Couple Days Off
Couple Days Off is een nummer van de Amerikaanse rockband Huey Lewis & the News uit 1991. Het is de eerste single van hun zesde studioalbum Hard at Play.
De plaat had het meeste succes in thuisland de Verenigde Staten. Daar behaalde de plaat de 11e positie in de Billboard Hot 100. 
In Nederland was de plaat op vrijdag 10 mei 1991 Veronica Alarmschijf op Radio 3 en werd een radiohit in de destijds twee hitlijsten op de nationale popzender. De plaat bereikte de 17e positie in zowel de Nederlandse Top 40 als de Nationale Top 100. 
In België bereikte de plaat de beide Vlaamse hitlijsten niet.